# Сарлуј
Сарлуј (њем. Saarlouis) општина је у њемачкој савезној држави Сарланд. Једно је од 13 општинских средишта округа Сарлуис. Према процјени из 2010. у општини је живјело 37.770 становника. Посједује регионалну шифру (AGS) 10044115. Сарлуј је познат по једној од фабрика, а то је, нпр. Фордова фабрика аутомобила

## Географски и демографски подаци
Сарлоуис се налази у савезној држави Сарланд у округу Сарлуис. Општина се налази на надморској висини од 181 метра. Површина општине износи 43,3 km². У самом мјесту је, према процјени из 2010. године, живјело 37.770 становника. Просјечна густина становништва износи 873 становника/km².